# Brusson (Italia)
Brusson (pron. fr. AFI: [bʁysɔ̃]  - Breutson in patois valdostano, Britse o Brützu in walser - rispettivamente in Titsch e in Töitschu) è un comune italiano di 823 abitanti della Valle d'Aosta, nella media Val d'Ayas.

## Geografia fisica

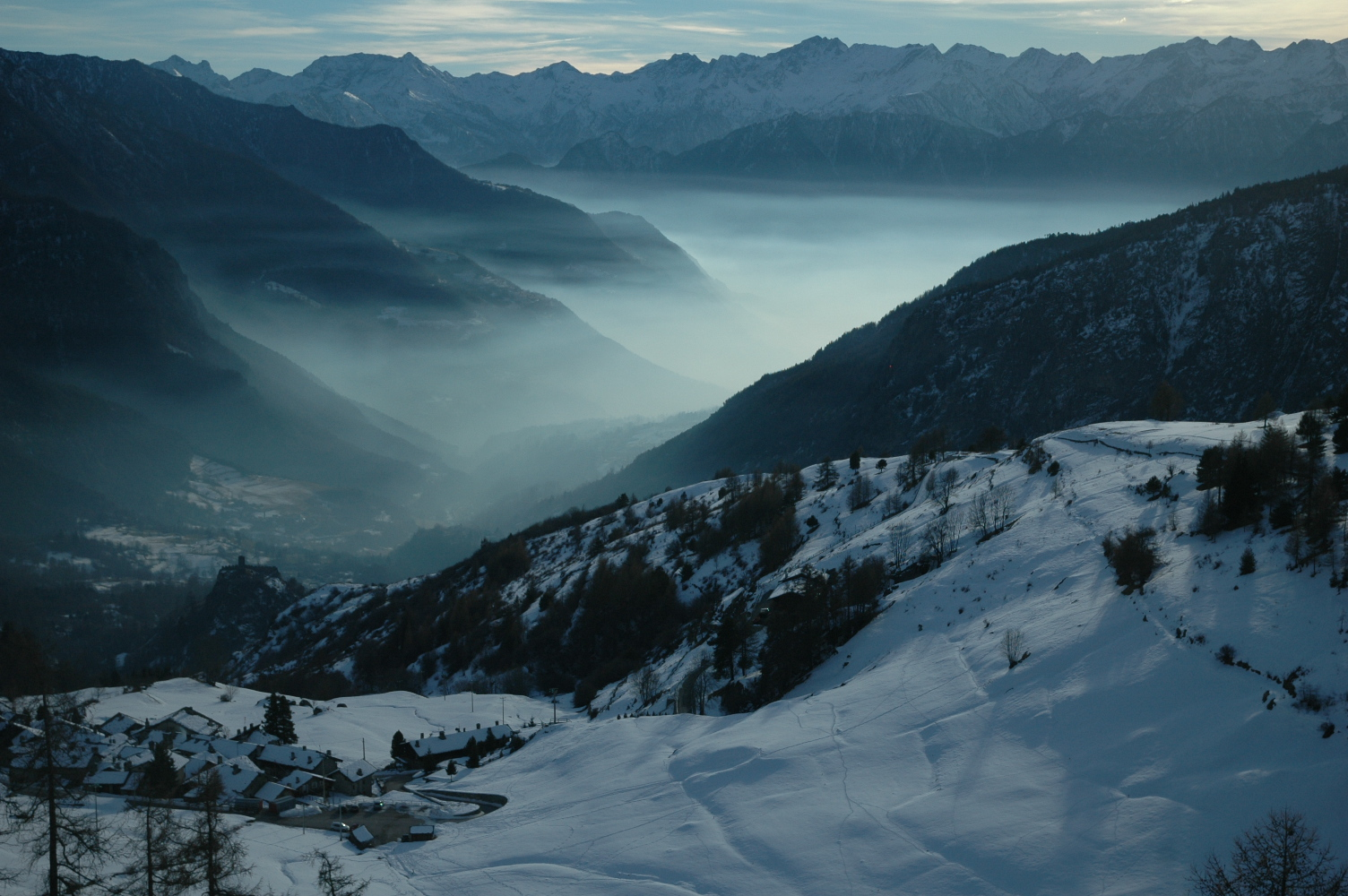
La val d'Ayas vista dalla strada per Estoul: si nota in basso il villaggio di Fénille, il castello di Graines e, in fondo a sinistra, il col Courtil, che separa la valle di Champorcher dalla valle centrale della Dora Baltea.

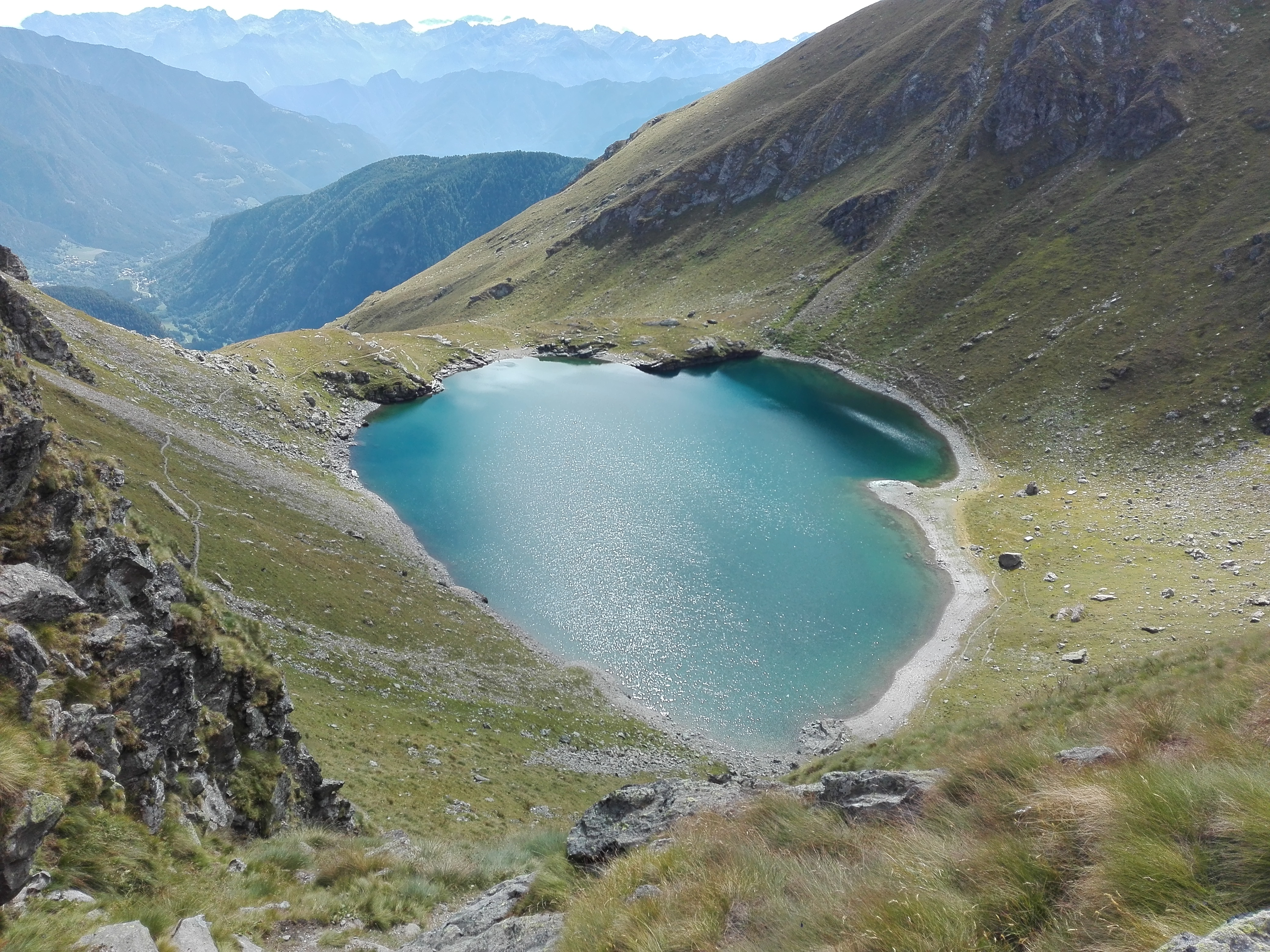
Il lago di Bringuets.

Il comune si trova nella media Val d'Ayas, tra il comune di Challand-Saint-Anselme a valle e quello di Ayas a monte.
Nel comune è ubicata la stazione meteorologica di Brusson.
- Classificazione sismica: zona 4 (sismicità molto bassa)[6]

### Laghi naturali
Séraphin Vuillermin elenca i laghi del territorio di Brusson:
- I laghi di Palasina:
  - il lac de Littéran (accento sulla a finale) dalla circonferenza di circa mezz'ora
  - il Lac Vert (o lago verde)
  - il lac de Coliou
  - il lac de la Paucha (pron. francese, poscià) o de la Pòtcha, che significa "mestolo" in patois brussonin. La prima versione in lingua francese è largamente diffusa negli archivi. Esiste una terza grafia italianizzata, secondo la pronuncia in patois, "Pocia", soprattutto per fini turistici;
  - il lac Long (o Lago lungo)
  - il lac de la Chaudière (o tchoudìra in patois, che significa caldaia per la fabbricazione della fontina)
  - il lago de la Bataille (o della battaglia), ove secondo un'antica tradizione, i francesi avrebbero respinto un gran corpo di truppe austriache, ma l'autore non ha certezze ed ipotizza soltanto che tale evento vada collocato durante la guerra dei trent'anni. È molto più probabile che si tratti di una delle tante battaglie medievali fra valligiani combattute per assicurarsi l'uso dell'acqua e lo sfruttamento dei ricchissimi pascoli circostanti.
  - il lago di Frudière
  - il lago di Bringuets.

### Clima
Il clima a Brusson è tipicamente alpino. In inverno, nelle notti più fredde, la temperatura può scendere anche fino a −20 °C. L'estate invece è mite con temperature che, in genere, non oltrepassano i 25 gradi. Può accadere che, in occasione di ondate di caldo particolarmente intense, possano esserci giornate nelle quali ci si avvicina ai 30 °C.

## Origini del nome
Il toponimo Brusson si confronta con il piemontese brusséi ‘cespuglio’ o brussón ‘mirtillo’ da una parola prelatina *bruscia ‘cespuglio’.
Fantasiosa l'ipotesi che derivi dal basso latino bruxeum ‘aureo’, in riferimento alla presenza di quarzo aurifero.
È italianizzato in Brussone durante il fascismo dal 1939 al 1946.

## Storia

### Medioevo
Nel medioevo il territorio di Brusson faceva parte del patrimonio dell'abbazia di Saint-Maurice d'Agaune (il santo Patrono del comune) situata nel Vallese, ma era "affittato" ai signori di Challant. Questi dichiararono sempre di tenerlo in feudo dall'abbazia a partire dal 1263.

### La miniera di Chamousira

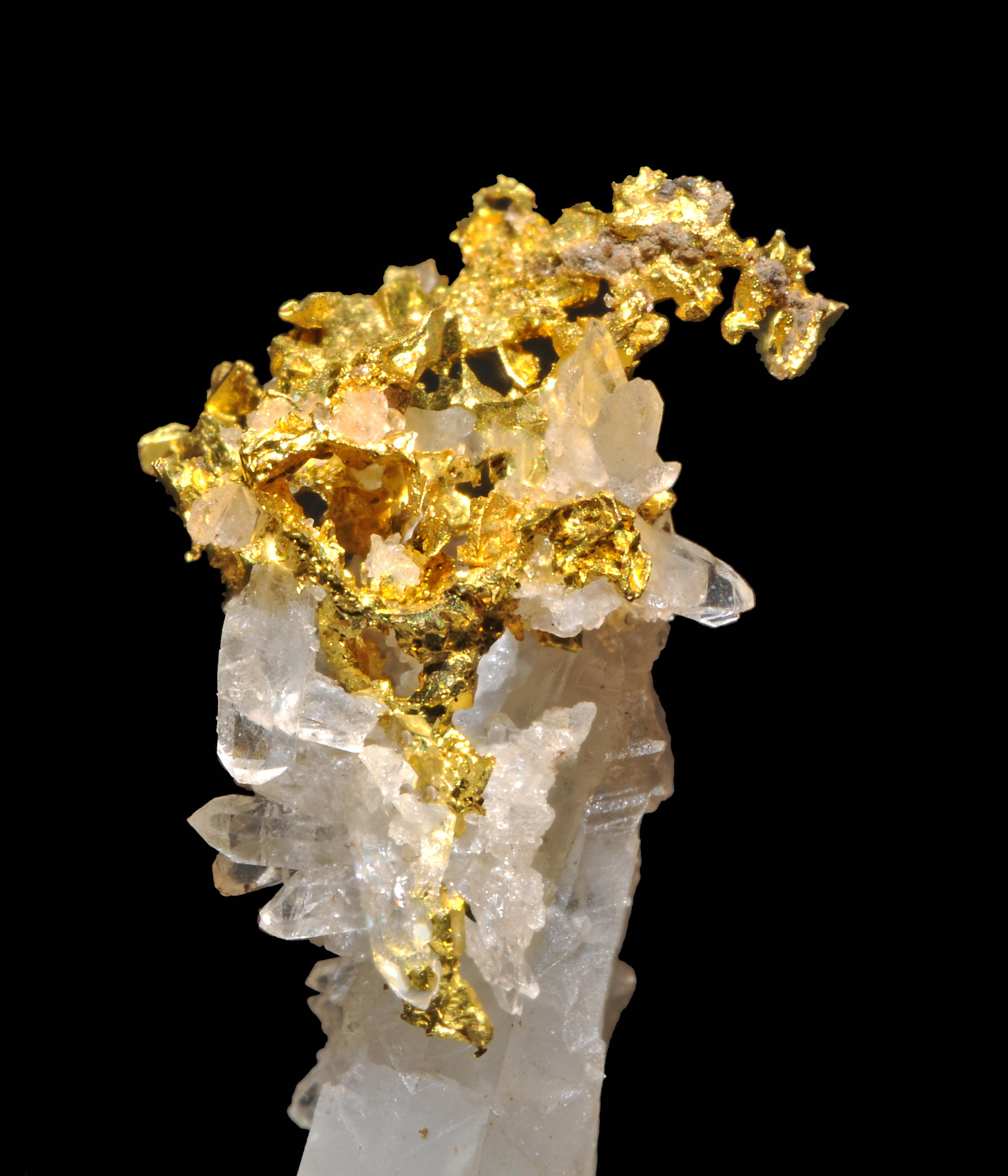
Cristalli d'oro e di quarzo di Fénille, miniera di Chamousira.

È nota anche la grafìa Chamosiraz, o in francese Chamousière, indicanti un luogo in cui si trovano camosci (tchamòs in patois brussonin, oppure chamois in francese).
La Société des Mines d'or de l'Évançon prima, e in seguito la società inglese The Évançon Gold Mining Company Ltd., tra il 1902 ed il 1908, hanno sfruttato la ricca miniera d'oro di Chamousira cavando i filoni di quarzo aurifero.
Nel 2012 è stato annunciato il progetto di trasformare le miniere d'oro di Brusson in un polo museale che è stato aperto nel 2015.

### La diga ed il lago artificiale
Negli anni Venti del secolo scorso è stata costruita una diga e quindi un lago artificiale per alimentare la centrale idroelettrica situata ad Isollaz, nel comune di Challand-Saint-Victor, attraverso un canale in roccia che alimenta la vasca di carico di Pianabeyéche a monte del villaggio di Orbeillaz, situato nel vicino comune di Challand-Saint-Anselme. La condotta forzata che da qui giunge a Isollaz realizza un salto di 600 metri.
L'impianto appartiene alla Compagnia Valdostana delle Acque/Compagnie Valdôtaine des Eaux.

### Simboli
Lo stemma comunale e il gonfalone sono stati concessi con decreto del presidente della Repubblica del 24 giugno 1977.
Il primo quarto riprende il blasone della famiglia Challant che aveva giurisdizione su Brusson; il terzo raffigura il castello di Graines che era stato concesso ai Challant dall'abbazia di Saint-Maurice d'Agaune, rappresentata dalla croce mauriziana del secondo quarto (croce di otto punte patente e posta in decusse di verde, caricata di una croce trifogliata d'argento); l'ultimo quarto l'emblema del Ducato di Aosta.
Il gonfalone è un drappo di azzurro.

## Monumenti e luoghi d'interesse

### Architetture religiose
- Chiesa di San Maurizio, chiesa parrocchiale.
- Chiesa di San Maurizio e Grato, situata nella frazione di Extrepiéraz.

### Architetture civili

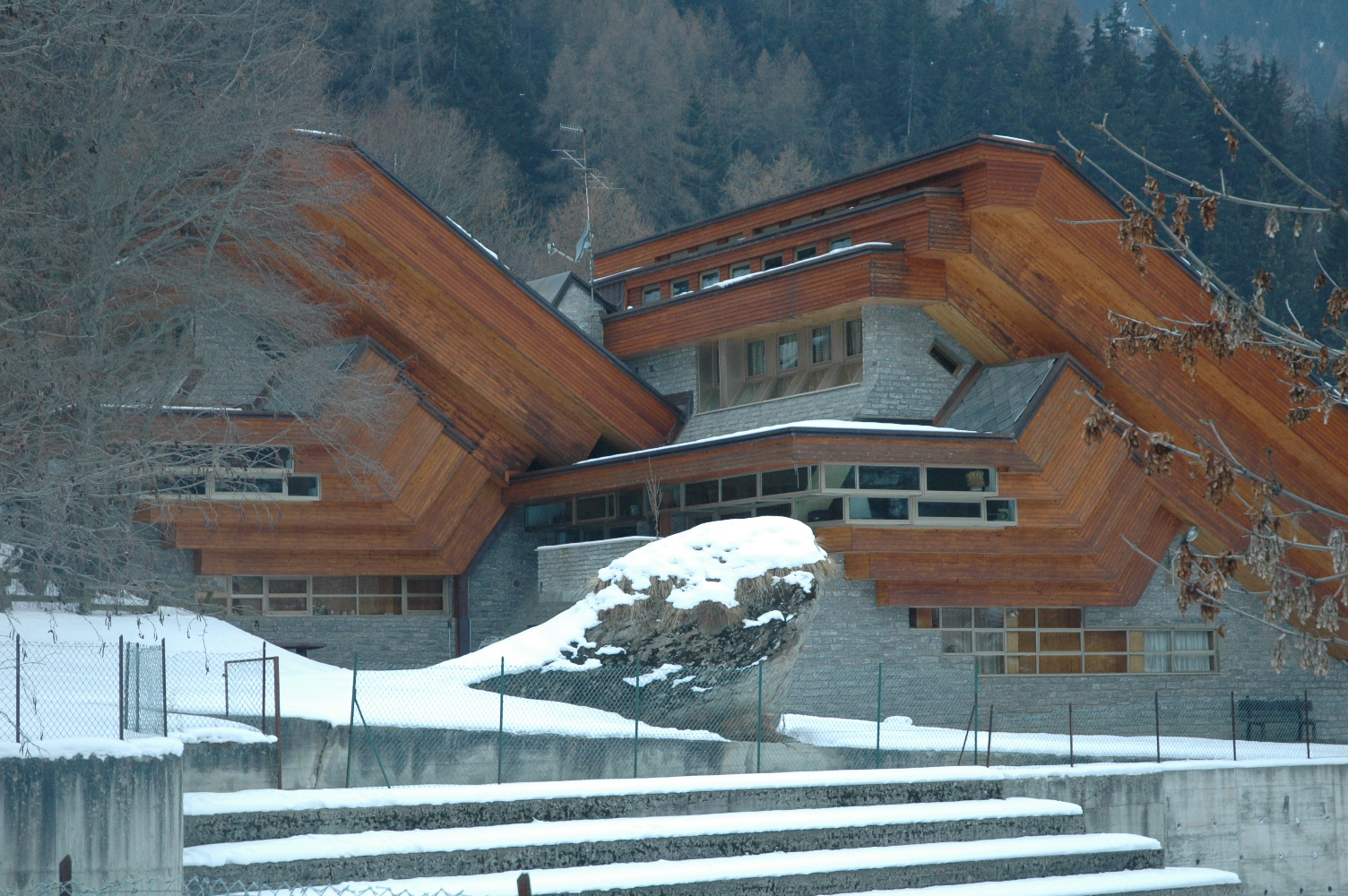
Casa Beretta

- Casa Yonzo, situata in Rue de La Pila, appartenente alla famiglia Yonzo, la cui presenza a Brusson è testimoniata in documenti del 1600, oggi sede della biblioteca
- La Casa Quey, in località Extrepierre, costruita nel Seicento e conserva alcune iscrizioni del Sei-Settecento e lo stemma araldico dei nobili Quey in stucco
- Villa Rollandin, costruita nel 1941 dal capomastro Ernest Rollandin (1-7-1882 / 9-2-1966), sorge all'inizio del paese, è stata interamente ristrutturata nel corso del 2010 da privati
- La Villa Helvetia, tipica villa di inizio secolo, la cui costruzione risale al 1913, situata davanti alla cappella di Sant'Antonio, patrono della frazione La Pila
- La Casa Beretta, realizzata tra il 1968 ed il 1974 secondo i principi dell'ecologia formale[non chiaro], opera dell'architetto Mario Galvagni, situata in prossimità del primo tornante della strada per il Col de Joux
- La Colonia Olivetti di Brusson[13], realizzata nel 1956 dagli architetti Claudio Conte e Leonardo Fiori, uno dei rari esempi di residenze temporanee eseguite "a secco", mediante l'uso di pannelli prefabbricati in legno. Dopo un progressivo abbandono a partire dagli anni '80, nell'agosto del 2007 è stata venduta alla Pirelli Re

### Architetture militari
- Il castello di Graines alla confluenza delle valli di Graines e di Ayas. È interessante perché è l'unico castello valdostano che non ha subito pesanti modifiche rispetto all'architettura originaria del X secolo ad unico mastio.
- In località Fontaine, la Casa del conte di Challant (Maison du Comte), restaurata nel XVII secolo, prende il nome dal conte di Challant che qui nel 1433 concesse le franchigie alla castellania di Graines.

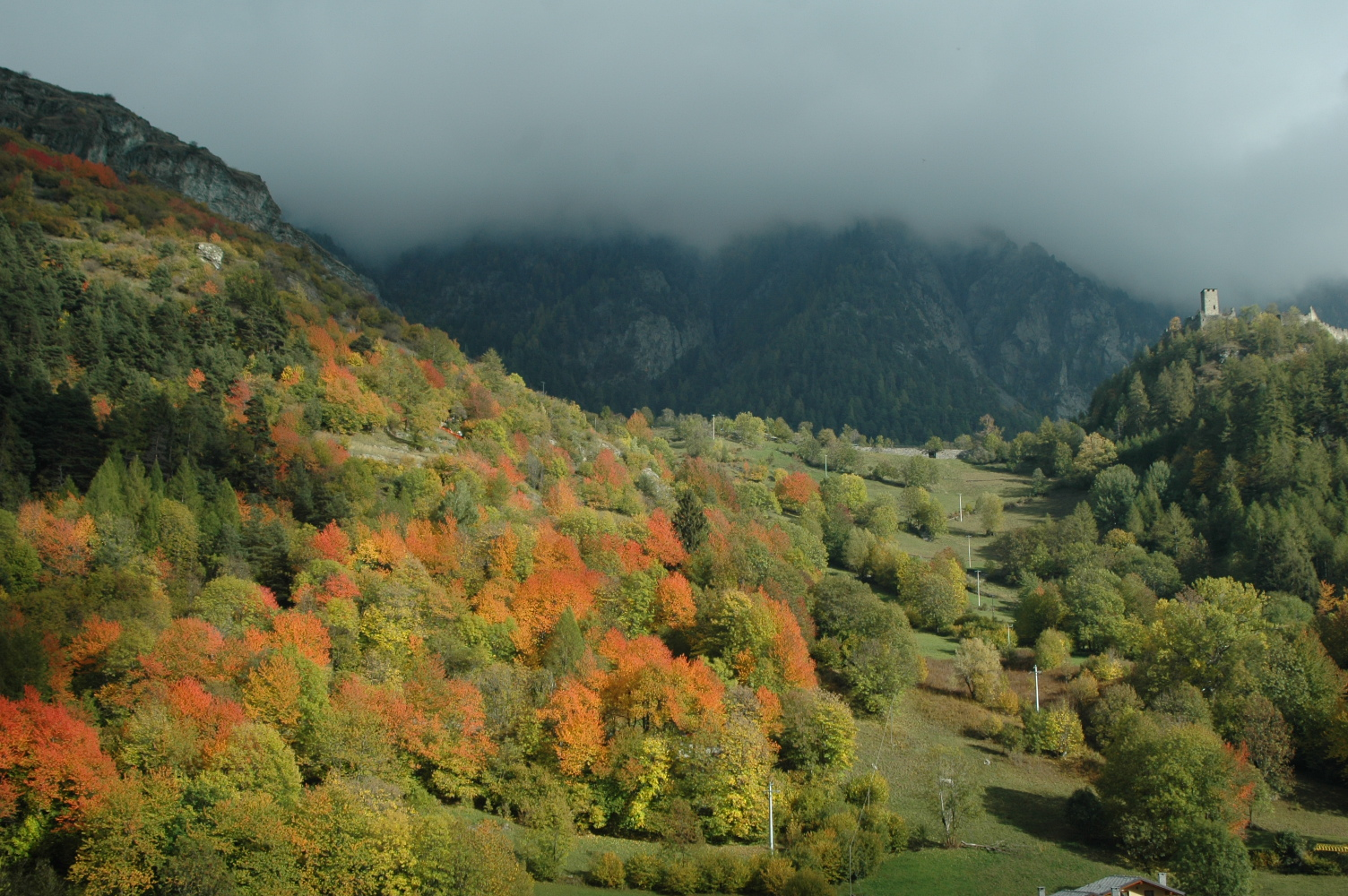
Il castello di Graines visto da sentiero sopra Arcésaz in autunno
Torre del castello di Graines prima del restauro del D'Andrade

### Siti archeologici
- Nei pressi del lago di Frudière si trovano i resti delle antiche miniere d'oro di Brusson, sfruttate dai Salassi e poi dai Romani, sito di archeologia industriale in via di recupero.[14][15]

### Aree naturali
- Gli ambienti glaciali del gruppo del Monte Rosa sono un sito di interesse comunitario e una zona di protezione speciale (cod. SIC/ZPS: IT1204220, 8645 ha)

## Società

### Evoluzione demografica
Abitanti censiti

## Cultura

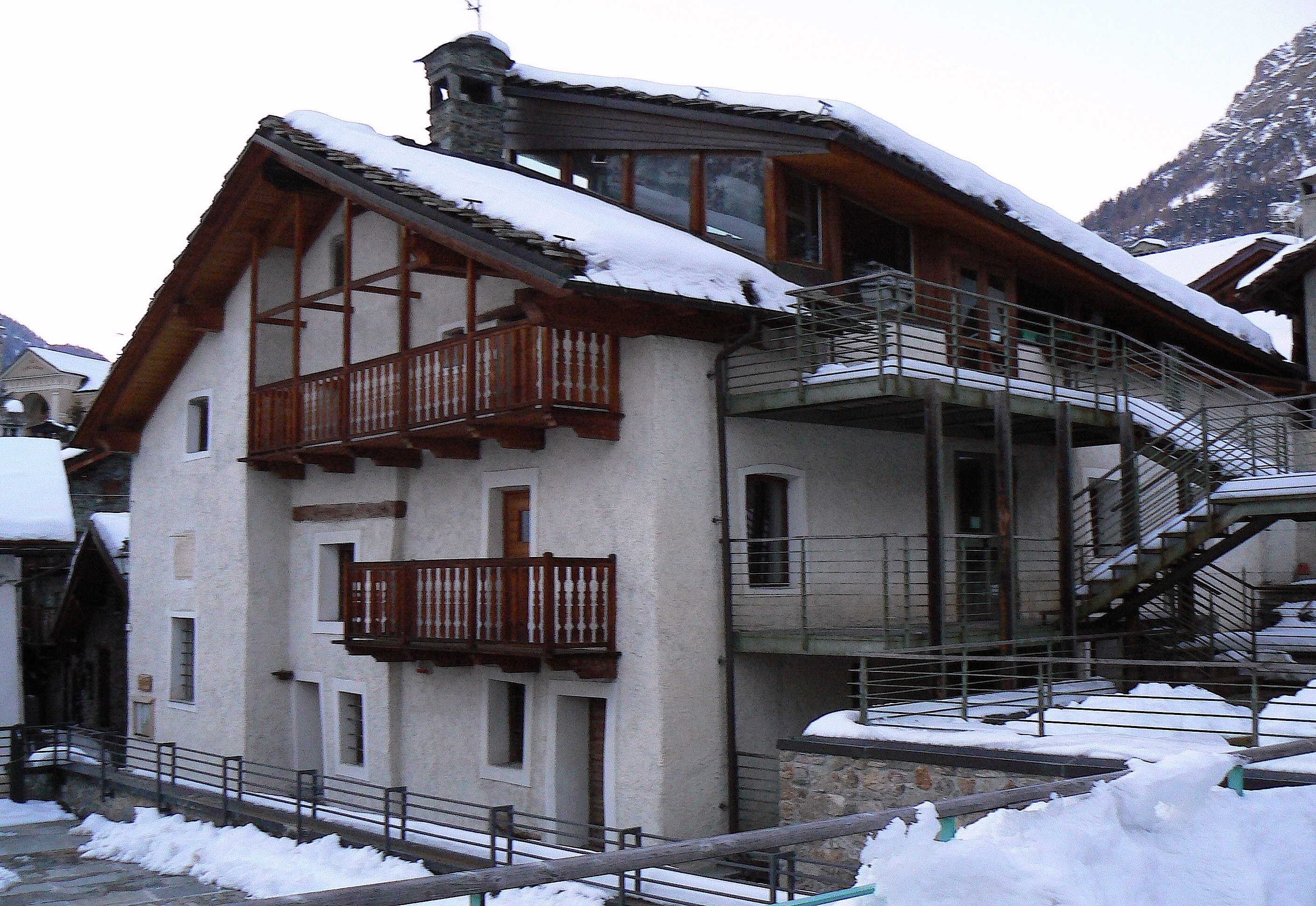
La biblioteca-museo

### Biblioteche
In Rue La Pila 36, ha sede la biblioteca comunale, nella Maison Yonzo (in patois brussonin, Mite dé Yonzo), la famiglia proprietaria.

### Musei
Nella Maison Yonzo, sede della biblioteca, si trova un piccolo museo che ospita una mostra dei sabotiers.
In località Vollon, si trova il Centro di documentazione Joseph Herbet, Museo della miniera di Chamousira.

## Geografia antropica

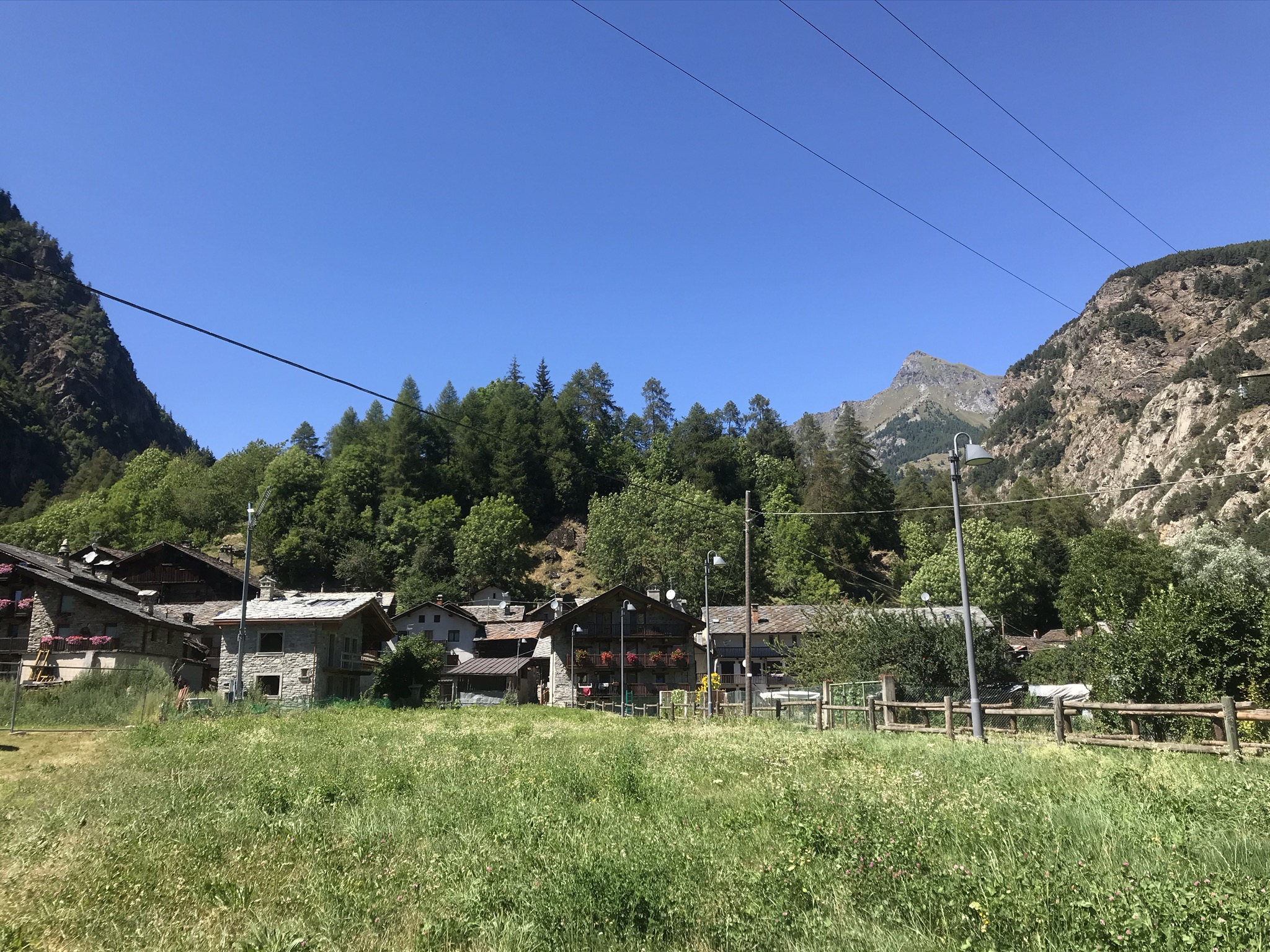
Il villaggio di Arcésaz.

Brusson e lo Zerbion, nel 1954. Notare la totale assenza di edilizia sopra la chiesa parrocchiale e l'ancora ben distinguibile ripartizione del paese nelle frazioni originarie.

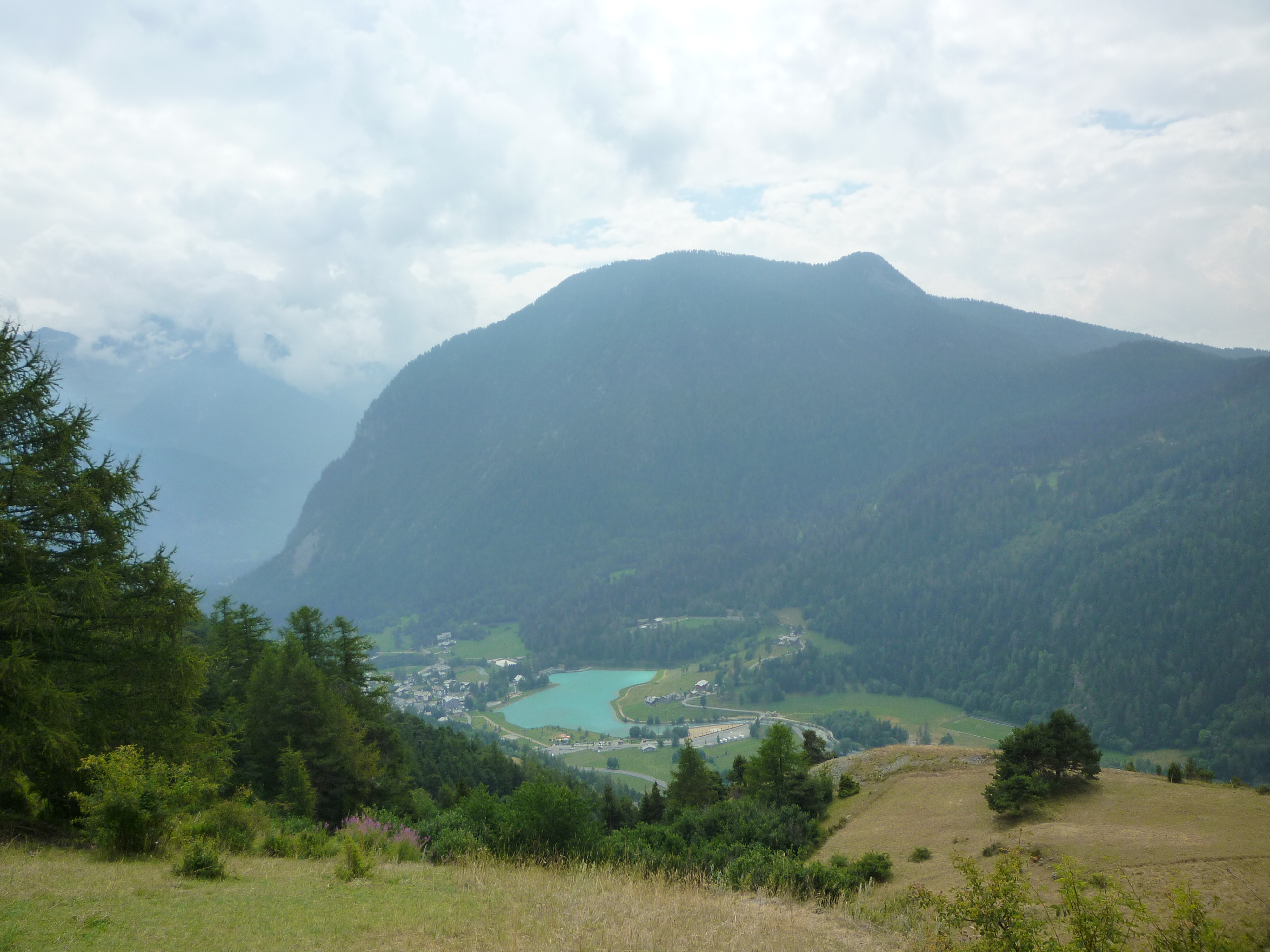
Panorama dei trois villages in estate, visti dall'Alpe Salomon

È formato dal capoluogo denominato "Trois Villages", un agglomerato di 3 villaggi originari (Fontaine, La Pila e Pasquier), da cui deriva anche il nome della strada regionale che lo attraversa (rue Trois Villages).
Gli altri villaggi sono Arcésaz (situato ai bordi di un pianoro di un antico lago), Vollon, Curien, Fénille, Estoul, Graines, La Servaz ed Extrepiéraz.

## Economia
Le principali attività sono il turismo sia estivo che invernale, l'allevamento bovino e la produzione di formaggi tra i quali spicca la fontina biologica. Nel territorio c'è il caseificio "Fromagerie Haut Val d'Ayas" al quale conferiscono il latte gli allevatori del comune vicino di Ayas, quelli di Brusson e parte di quelli di Challand-Saint-Anselme. Inoltre è importante anche la lavorazione del legno finalizzata alla realizzazione di vari oggetti, tra i quali gli zoccoli tipici denominati sabot.

### Le proprietà collettive
Gran parte dei pascoli e dei boschi di Brusson sono da mille anni interessati da quella particolare forma di proprietà collettiva che prende il nome di consorteria valdostana

## Amministrazione
| Periodo        | Periodo        | Primo cittadino      | Partito          | Carica  | Note   |
| -------------- | -------------- | -------------------- | ---------------- | ------- | ------ |
| 1948           | 1956           | Séraphin Court       |                  | Sindaco |        |
| 1956           | 1957           | Giuseppe Grosjacques |                  | Sindaco |        |
| 1957           | 1960           | Federico Vicquéry    |                  | Sindaco |        |
| 1960           | 1965           | Cornélius Colombatto |                  | Sindaco |        |
| 1965           | 1970           | Arduino Vuillermin   |                  | Sindaco |        |
| 1970           | 1975           | Gianpiero Turcotti   |                  | Sindaco |        |
| 1975           | 1978           | Augusto Rollandin    |                  | Sindaco |        |
| 1978           | 1980           | Ignazio Lévêque      |                  | Sindaco |        |
| 1980           | 1985           | Roberto Vicquéry     |                  | Sindaco |        |
| 14 giugno 1985 | 25 maggio 1990 | Renato Vuillermin    | Union Valdôtaine | Sindaco | [ 21 ] |
| 25 maggio 1990 | 29 maggio 1995 | Elso Gérandin        | Union Valdôtaine | Sindaco | [ 21 ] |
| 8 giugno 1995  | 8 maggio 2000  | Elso Gérandin        | Union Valdôtaine | Sindaco | [ 21 ] |
| 8 maggio 2000  | 9 maggio 2005  | Elso Gérandin        | lista civica     | Sindaco | [ 21 ] |
| 9 maggio 2005  | 24 maggio 2010 | Giulio Grosjacques   | lista civica     | Sindaco | [ 21 ] |
| 29 maggio 2010 | in carica      | Giulio Grosjacques   | lista civica     | Sindaco | [ 21 ] |

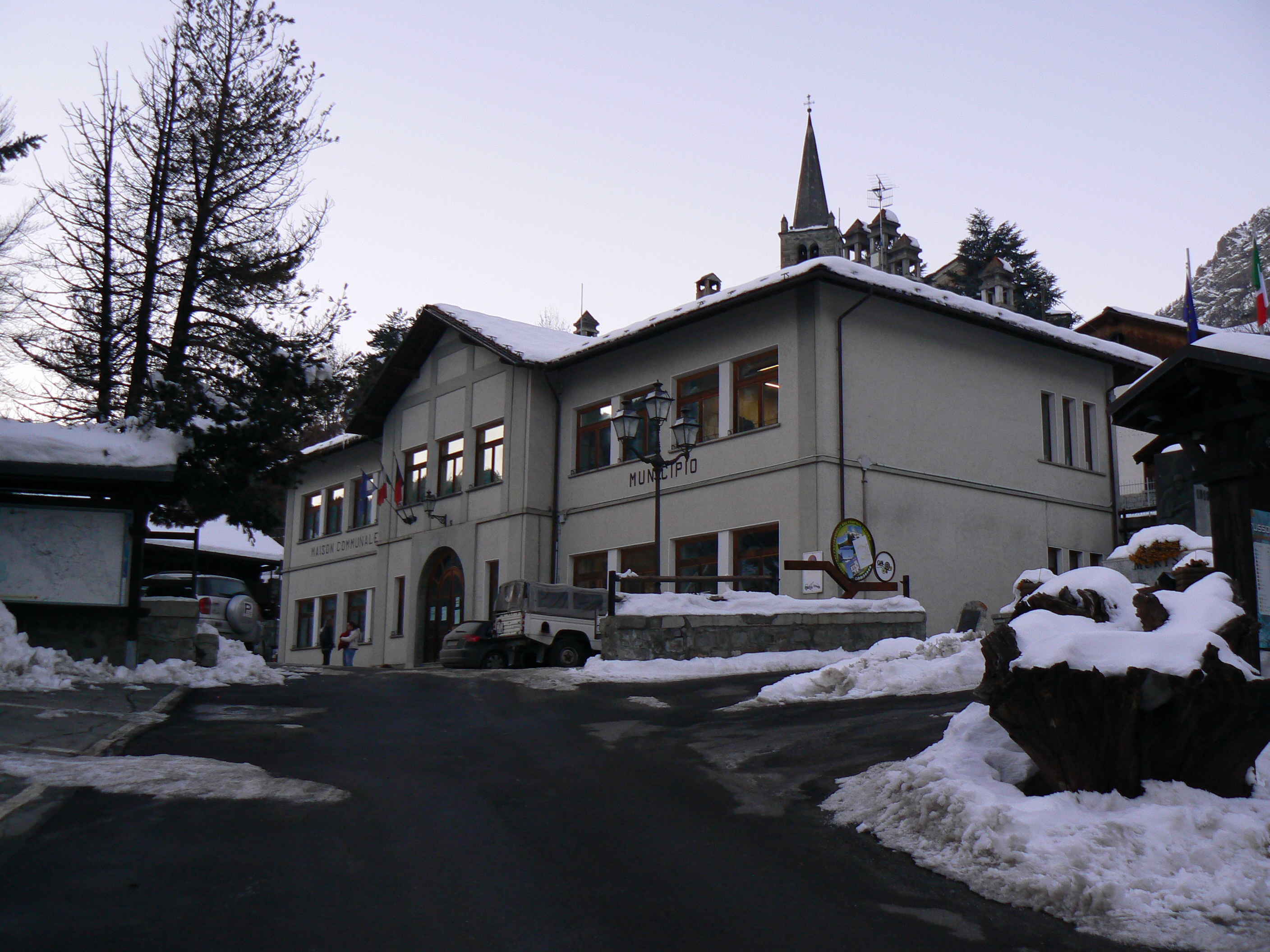
Il municipio

Fa parte dell'Unité des Communes valdôtaines Évançon.

### Gemellaggi
- Forio d'Ischia, dal 2008

## Sport

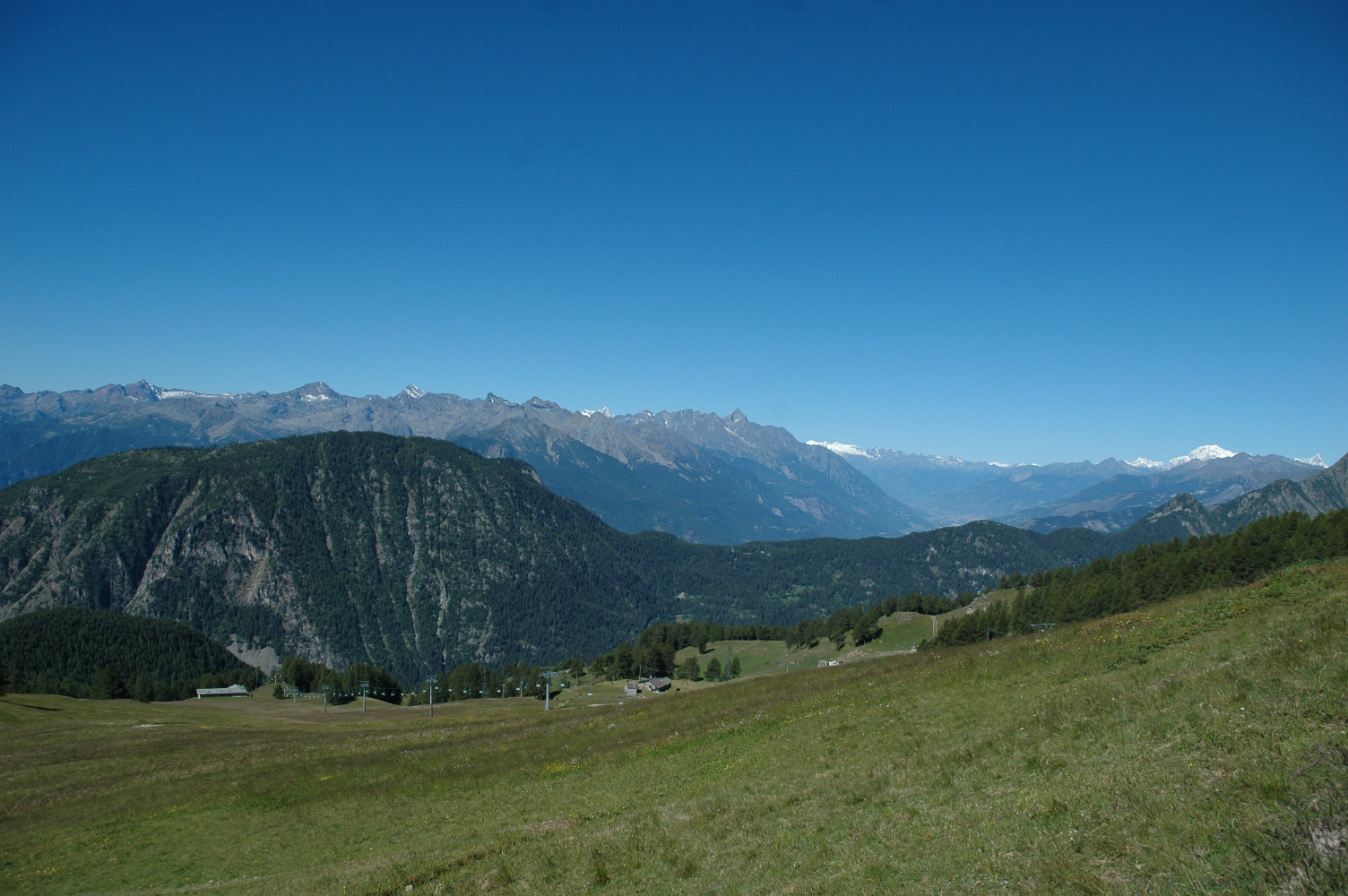
Il col de Joux visto dalla sciovia dell'alpe di Palasinaz, si noti la seggiovia, la testa di Comagna a sinistra, più sotto la montagna di Chamoursière ed a destra in fondo la Valle d'Aosta ed infine il Monte Bianco

Stazione sciistica, Brusson è attrezzata con impianti di risalita e piste per sci di fondo; ha ospitato varie tappe della Coppa del Mondo di sci di fondo.
In questo comune si gioca a tsan, caratteristico sport tradizionale valdostano.

## Galleria d'immagini

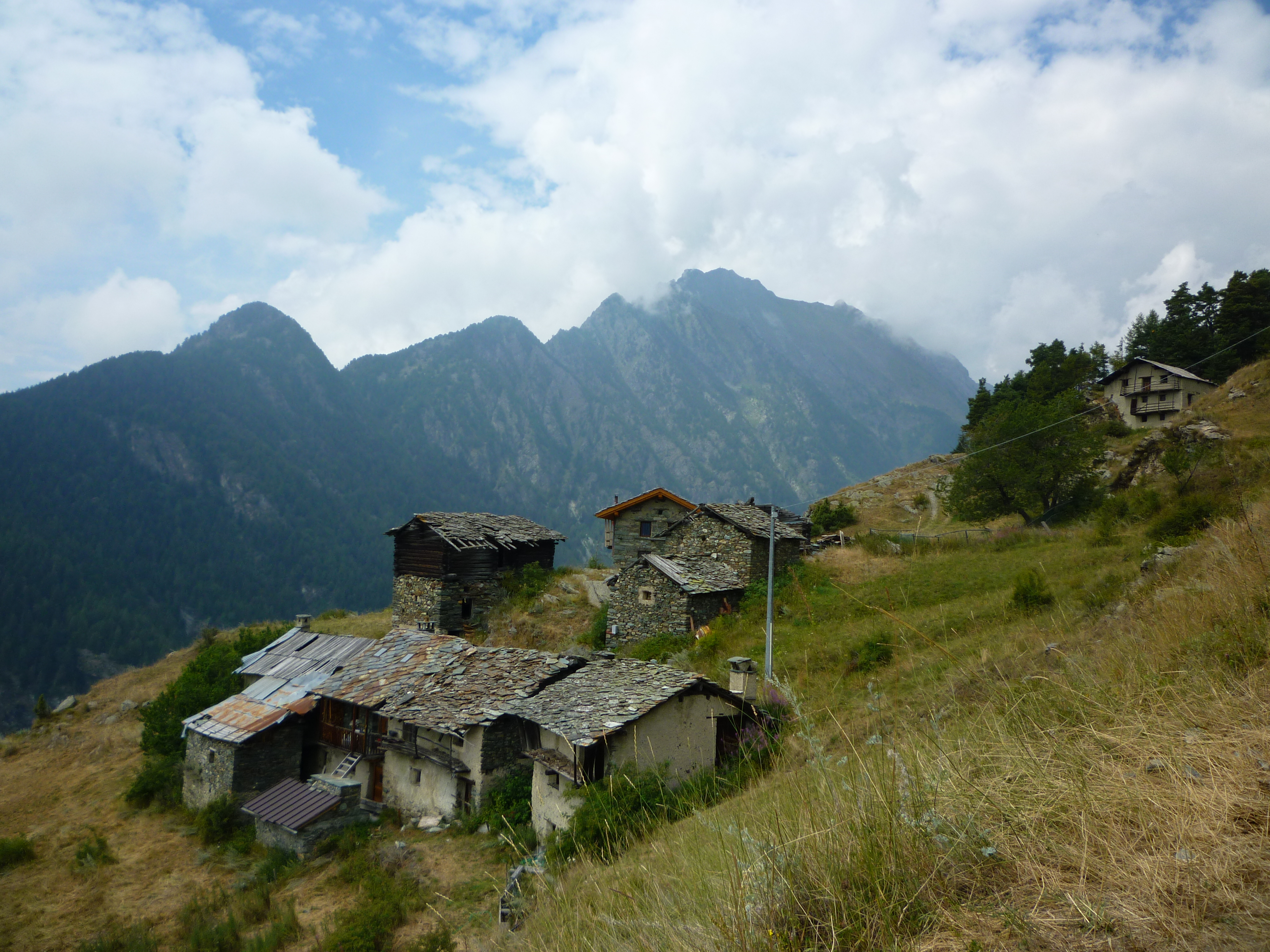
L'alpe Salomon
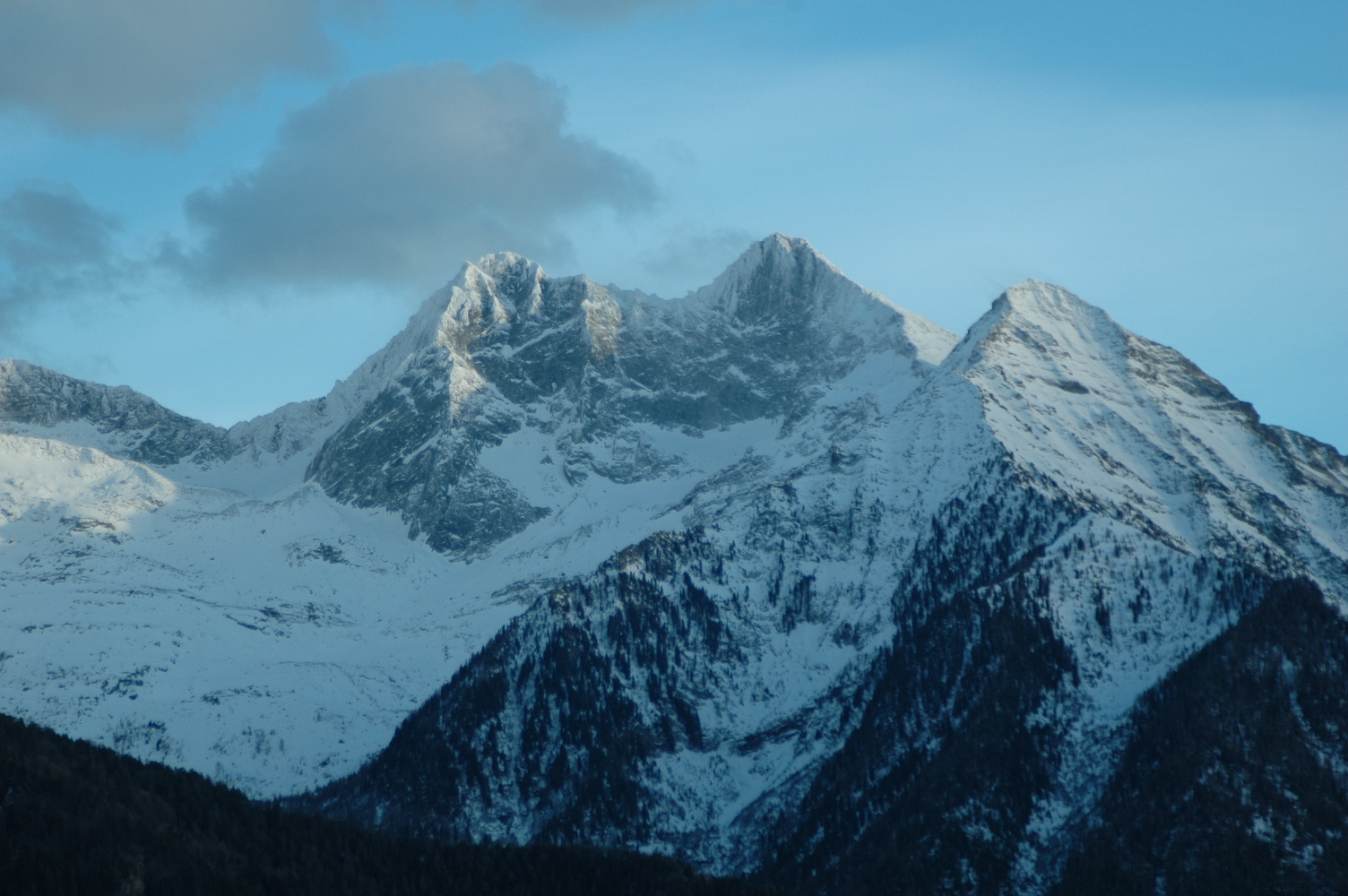
Le Dames de Challant innevate viste dal capoluogo di Brusson
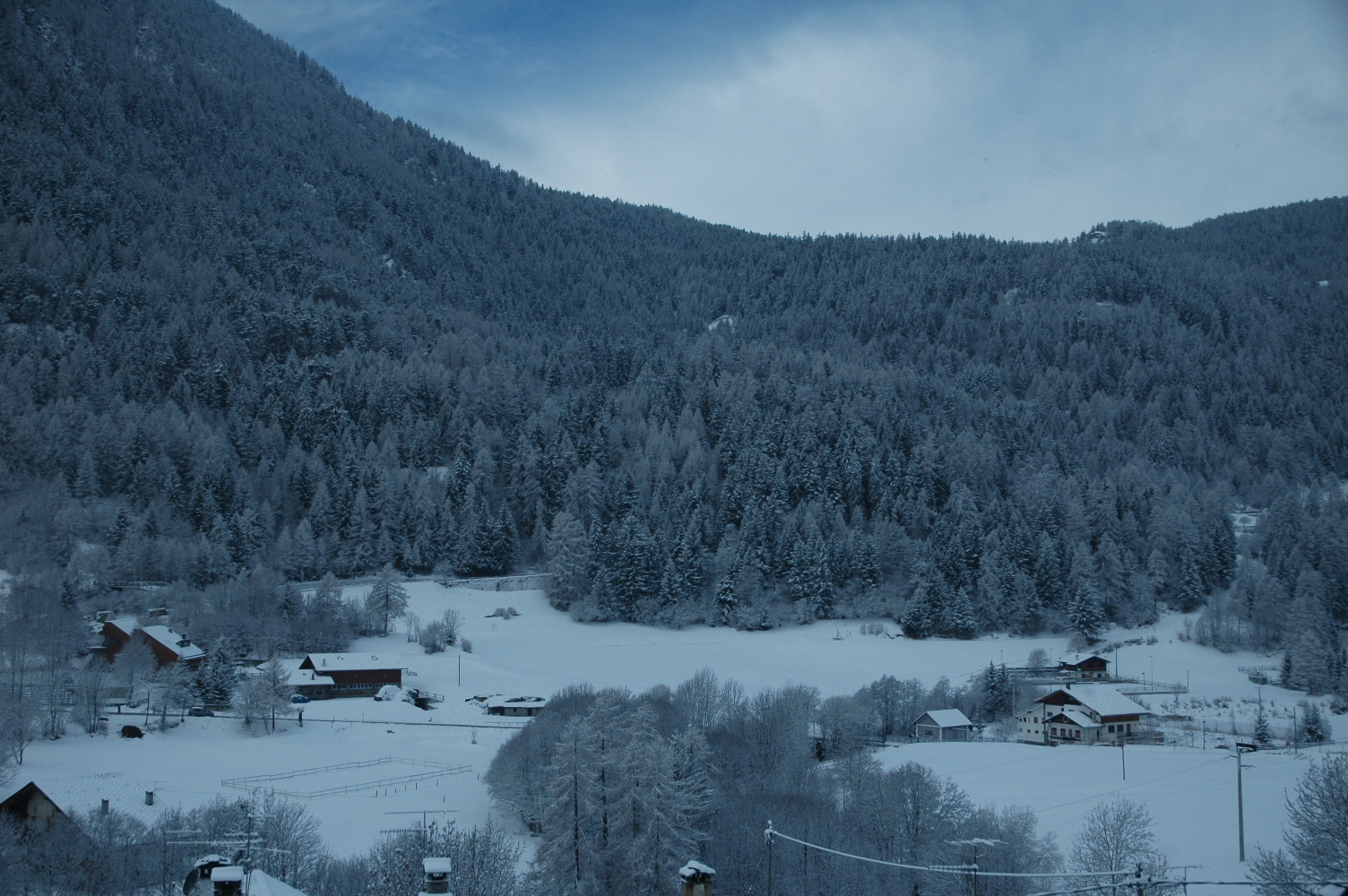
Il col de Joux visto dal villaggio Fontaine
Brusson vista dalla miniera di Chamoursière, si notino i campi coltivati a destra (zona detta La Péa)
Brusson fotografata dal Col de Joux, nel 1954: visibili il col Ranzola, la Punta Regina, il Mont Rena e il Mont Ciosé (o Stallerhòre). Notare i cospicui terrazzamenti agricoli.